# 나초 비달

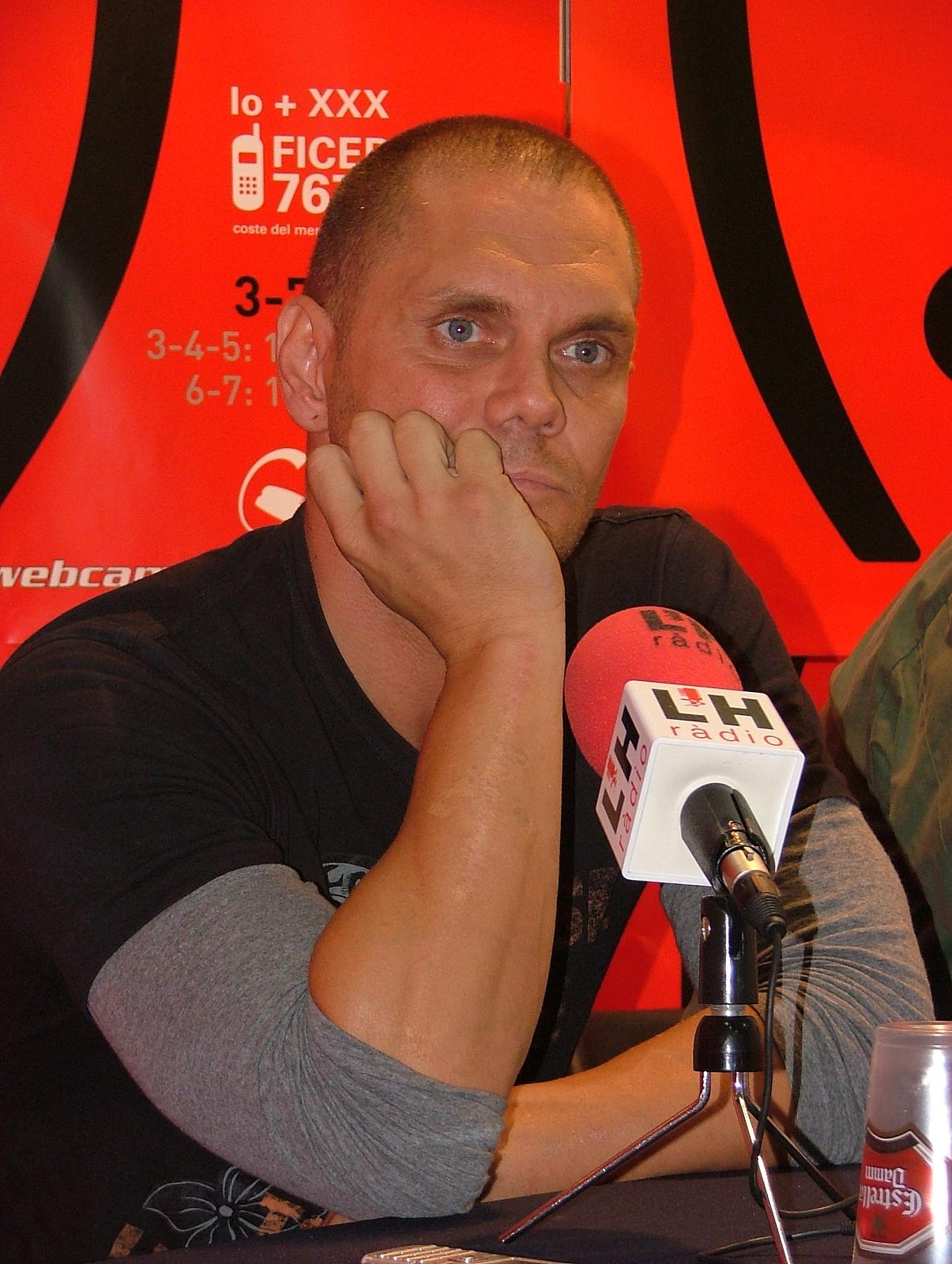

나초 비달(Ignacio Jordà González, 1973년 12월 30일~)은 스페인의 포르노 배우, 텔레비전 배우, 영화배우, 모델이다.
마타로에서 태어났다.

## 영화
- 포커페이스(2012년) - 미키마 역
- 누구도 완전하지 않다(2006년)
- 성급한 연금술사(2002년)
- 컴 드리퍼스 2(2002년)
- 컴 건스(2002년)
- 라스트 뮤즈(2001년)
- 여성을 위한 애널 섹스 가이드(1999년)